# Traffic Motor Truck Corporation

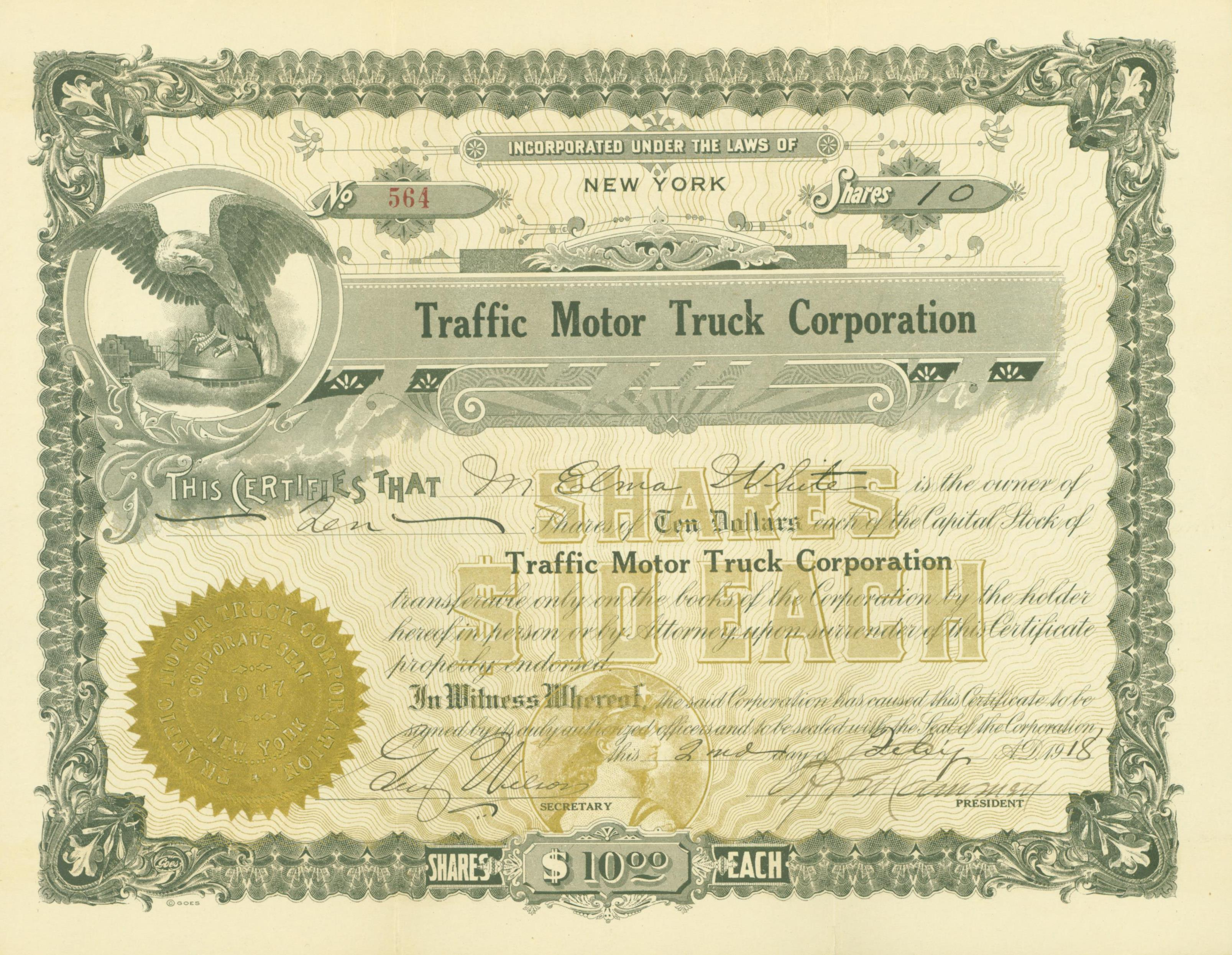
Action de la Traffic Motor Truck Corporation en date du 2 juillet 1918

La Traffic Motor Truck Corporation (TMTC) est un fabricant américain de camions ayant produit des véhicules de 1917 à 1929 et basé à Saint-Louis (Missouri), 5200 North Second Street. Avec un capital de 500 000 $, la société a pour président : Guy C. Wilson, vice-président : Theodore C. Brandle et directeur marketing : Stephen W. Avery.
L'entreprise utilise principalement des moteurs Continental et parfois des Gray Victory.

## Dirigeants de l'entreprise

### Theodore C. Brandle
Fils de Charles et Belle Brandle, Theodore C. Brandle est né à Saint-Louis le 2 février 1894. Il enseigne à l'école pendant 4 ans (1910-1914), après quoi il commence à travailler pour la Bell Telephone Company, puis travaille dans un atelier de réparation automobile et la même année fonde la Westcott Motor Sales Company. Après avoir changé le nom de l'entreprise en Brandle Motor Company, il l'a vend au géant automobile Chevrolet. Il se marie en 1917. La même année, il s'implique avec Guy C. Wilson et Harry P. Mammen pour fonder TMTC dont il prend la vice-présidence.

### Guy C. Wilson
Wilson est né le 1er mai 1878 dans le Comté de Christian (Kentucky). Il travaille dans l'industrie ferroviaire jusqu'en 1904, puis se convertit dans l'assurance et prend la direction de la Prudential Insurance Co. et de la Missouri State Life Insurance Co.. Ayant connu un succès considérable dans l'industrie de l'assurance, il prend sa retraite en 1915 pour se concentrer sur l'industrie automobile. Il devient vice-président de la Brandle Motor Company.

### Harry P. Mammen
Harry P. Mammen travaille dans l'industrie durant 15 années et occupe les postes de la fabrication, de la distribution et de la vente. Il est directeur des ventes de la Westcott Motor Car Company (en) de Springfield (Ohio). En 1917, il se joint à Brandle et Wilson pour former la Traffic Motor Truck Corporation.

### E. R. Martin
E. R. Martin est un ingénieur et associé qui a travaillé précédemment avec les sociétés Marmon Motor Car et Westcott Motor Car.

## Modèle deux tonnes
La production commence en 1918 en revendiquant être le camion le moins cher de sa capacité de charge construit en Amérique, pour un châssis de 1 814 kg vendu et livré à Saint-Louis pour 1 095 $. La société souhaite produire qu'un seul modèle, dont la fabrication est standardisée et le prix extrêmement bas est basé sur la prévision de l'assemblage de 3 000 camions au cours de l'année civile à venir. Produit avec des prix de livraison commençant à 1 195 $, passant à 1 395 $ en 1919, 1 495 $ en 1920 et 1 595 $ à la fin de 1920,, (respectivement à partir de 2020 : 20 312 $, 20 572 $, 19 080 $ et 20 356 $).
À la fin de l'année 1919, la marque représentant le mot « Traffic » est déposée auprès des autorités du Grand-Duché de Luxembourg pour distinguer les automobiles, les chariots d'automobiles, les tracteurs et trailles.
Le camion est vendu pratiquement comme un châssis roulant avec un moteur et un siège. La publicité décrit le véhicule comme étant capable de parcourir 23 km en une heure avec une charge de 1 814 kg. Il est équipé d'un moteur « Continental Red Seal » de 4 cylindres de 40 ch et 239 pouces cubes (en) à soupapes en tête, une transmission « Covert », un embrayage à disque « Borg et Beck », un magnéto « Kingston » avec démarreur à impulsion, un essieu arrière « Russel (en) » à engrenage interne et roulements à rouleaux, des pneus « Fisk (en) standard », une roue de 338 cm et un système de lubrification pour le palier d'arbre de transmission. Une publicité mentionne la cadence de production à un véhicule toutes les 45 minutes.
Les camions ont également été exportés dans d'autres pays, tels que le Guatemala et au Salvador.
À Saint-Louis, la publicité de 1921 indique que la « Tip Top Bottling Company » a fait l'acquisition de neuf véhicules et le « Breen Monument Co. » a également utilisé l'un de ces camions dans son entreprise.

## Autres modèles
En 1922, des modèles de 1.5, 3 et 4 tonnes ont été produits. Une lettre de vente datée du 17 juin 1922 mentionne les modèles disponibles, dont un transport lourd de 2 722 kg pour 1 995 $ et un « Speedboy » pour 1 695 $. Ces deux modèles utilisaient des moteurs Continental avec des magnétos Bosch.

## Fusion de la société
En juillet 1922, la société fusionne avec Associated Motor Industries (en), qui fabrique plusieurs marques d'automobiles et de camions. Les associés, Wilson et Brandle ont été nommés au conseil d'administration de la nouvelle société. L'objectif étant de continuer la fabrication des camions « Traffic Trucks » ainsi que certaines des automobiles à l'usine de fabrication de Traffic Motor Truck à Saint-Louis. Des camions sont également assemblés dans les usines de la nouvelle société à Boston, Indianapolis, Louisville et Oakland.
La société « Associated » possède la Kentucky Wagon Manufacturing Company (en), qui fabrique les camions Old Hickory, Jackson (à quatre roues motrices) et les automobiles des marques : Dixie Flyer, Jackson (en) et National.

## Galerie

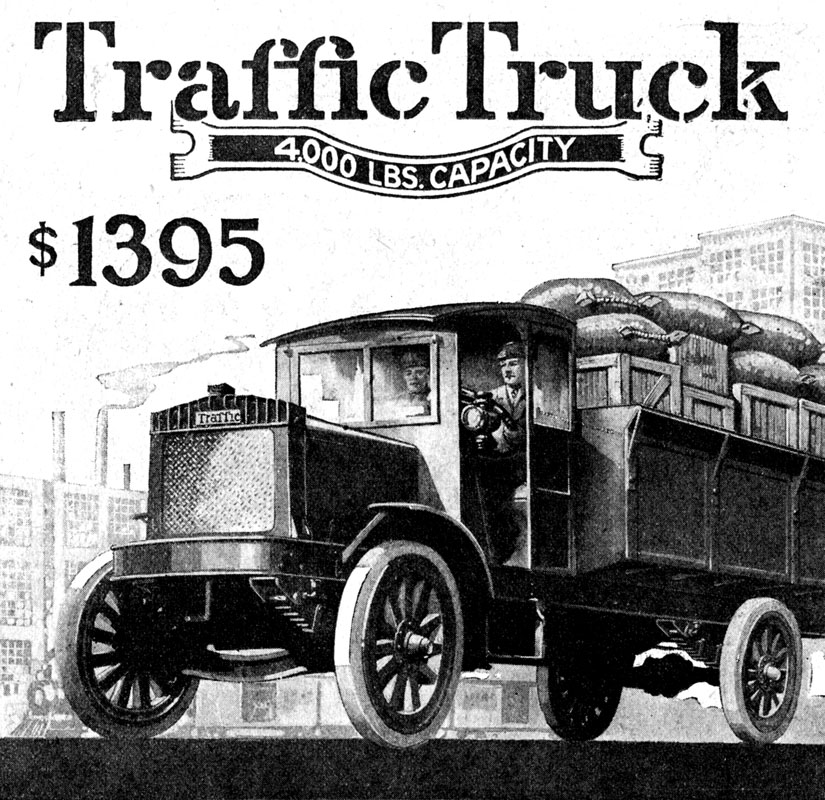
Traffic Motor Truck Corp. du 19 mai 1919 dans le magazine Country Gentleman (en).
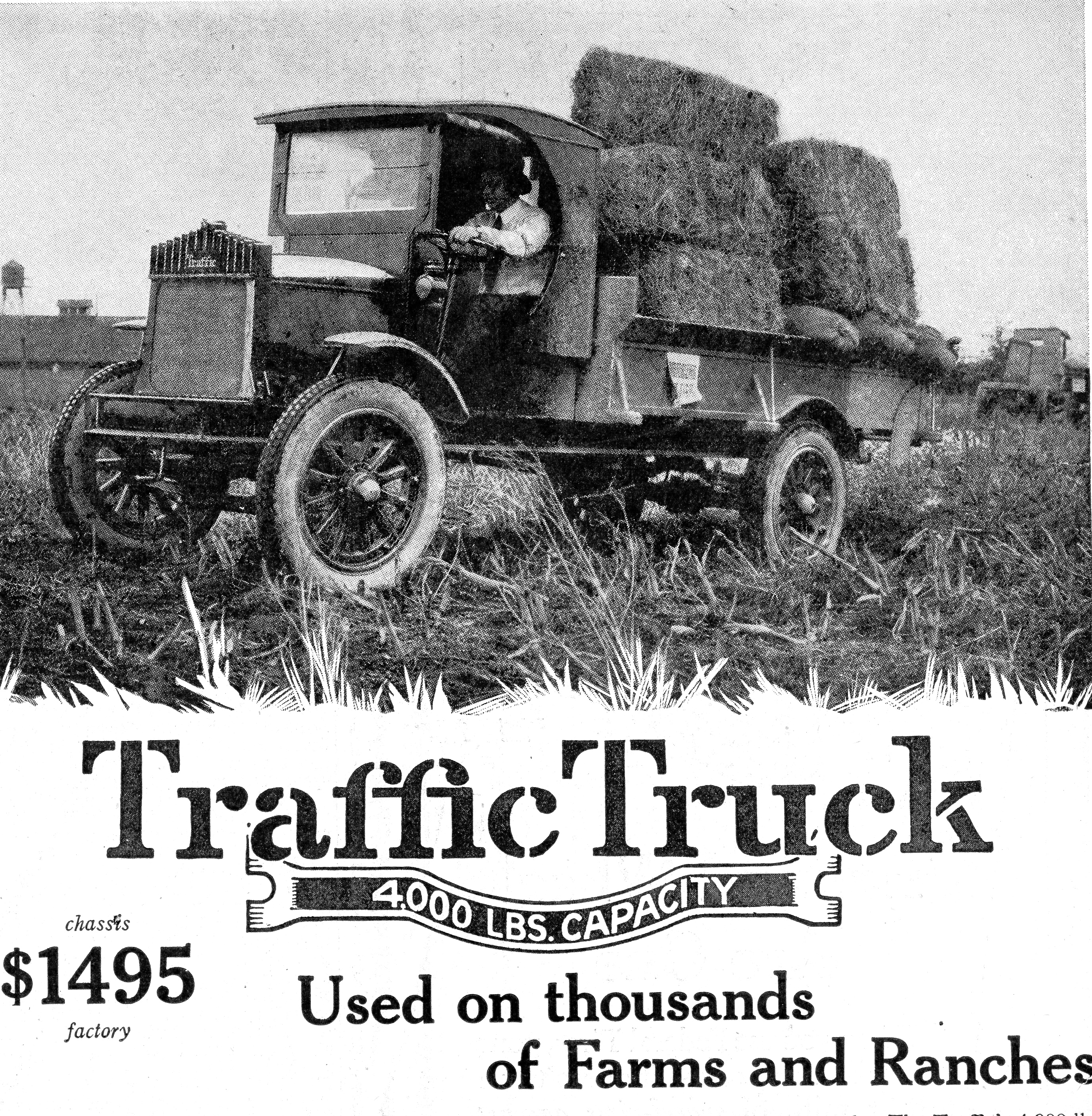
12 juin 1920, magazine Country Gentleman : Les Traffic trucks sont construits à Saint-Louis (Missouri).
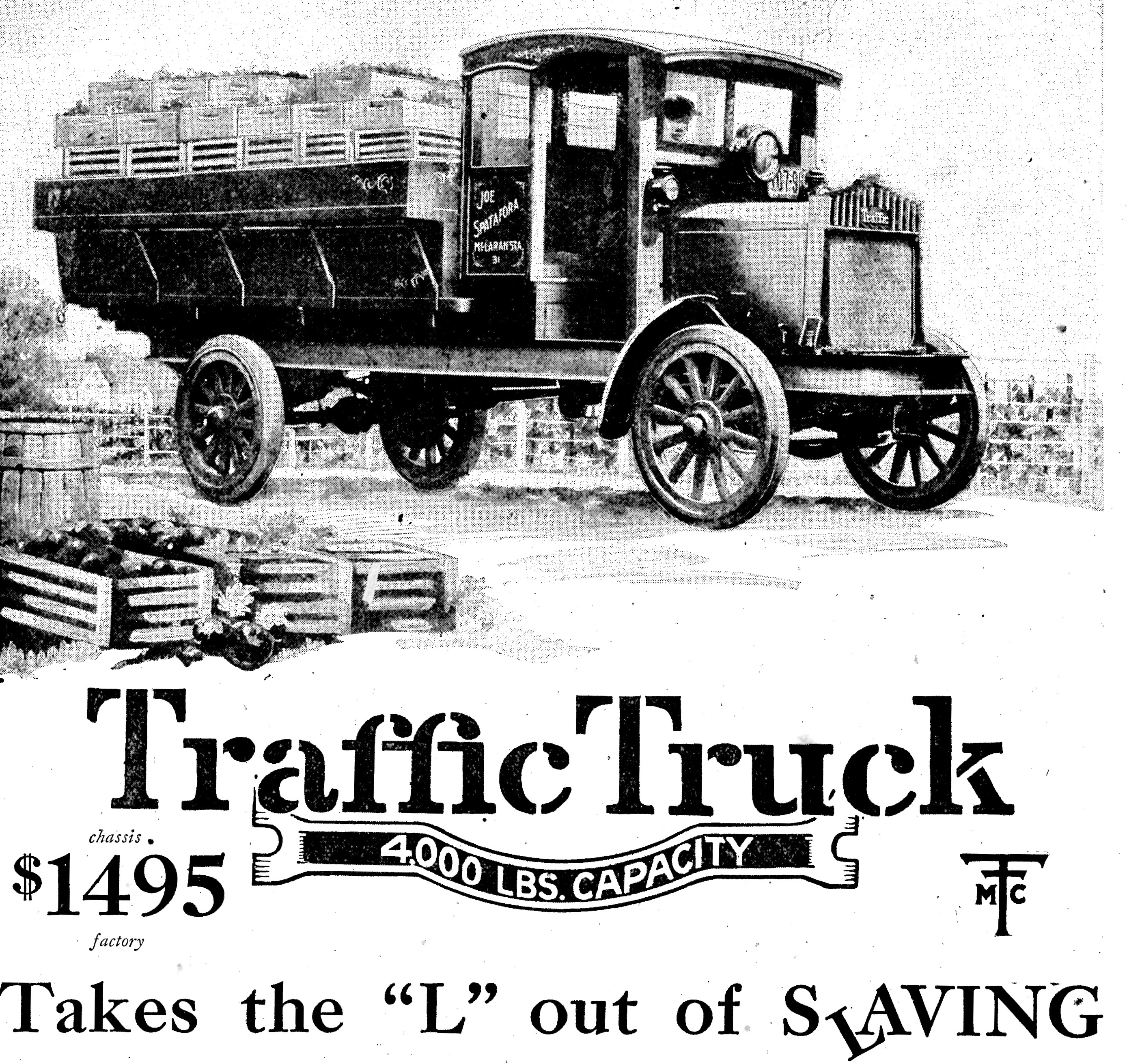
Traffic Trucks construits à Saint-Louis, dans le magazine Country Gentleman du 10 juillet 1920.
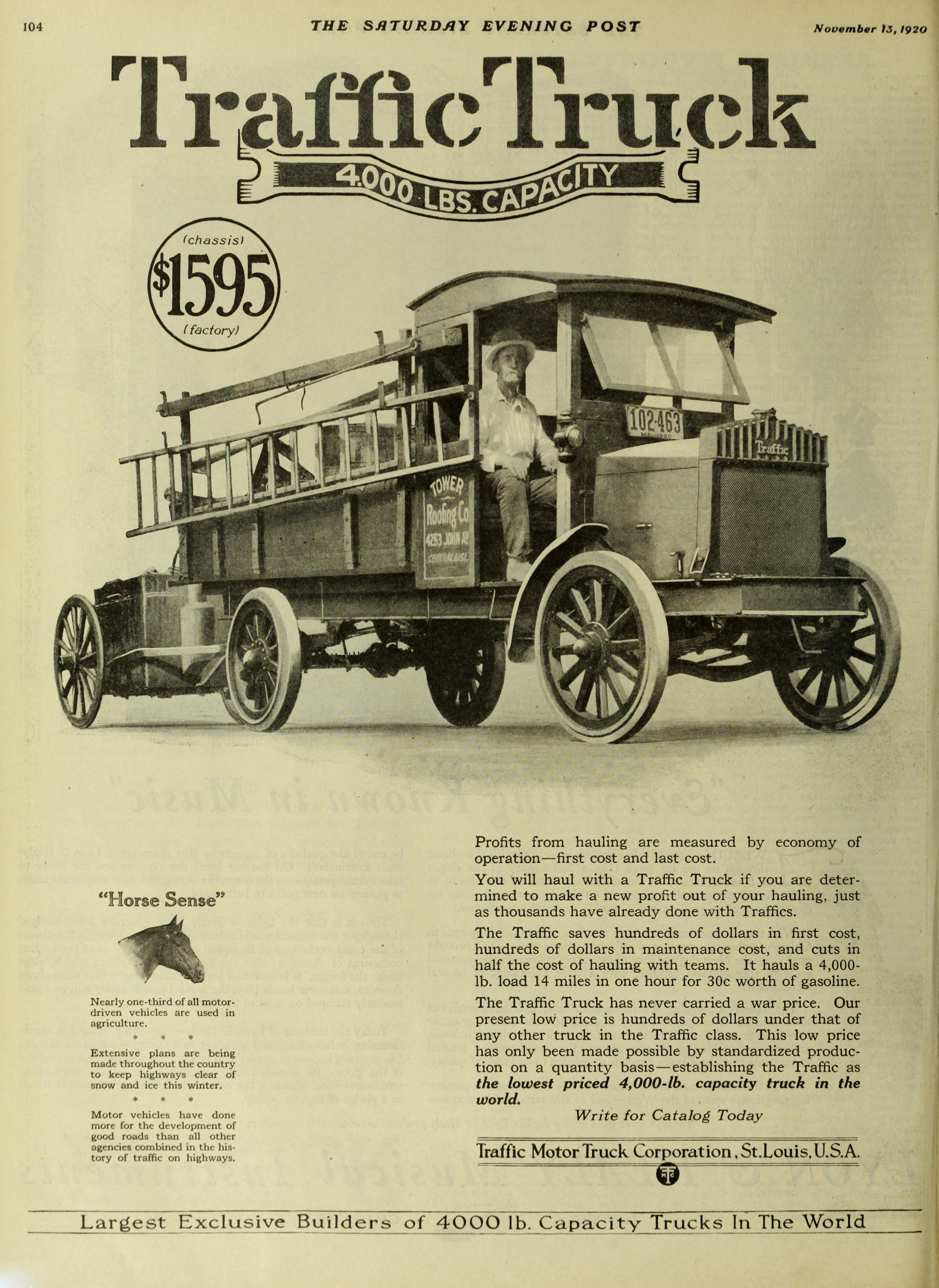
Publicité de 1920.
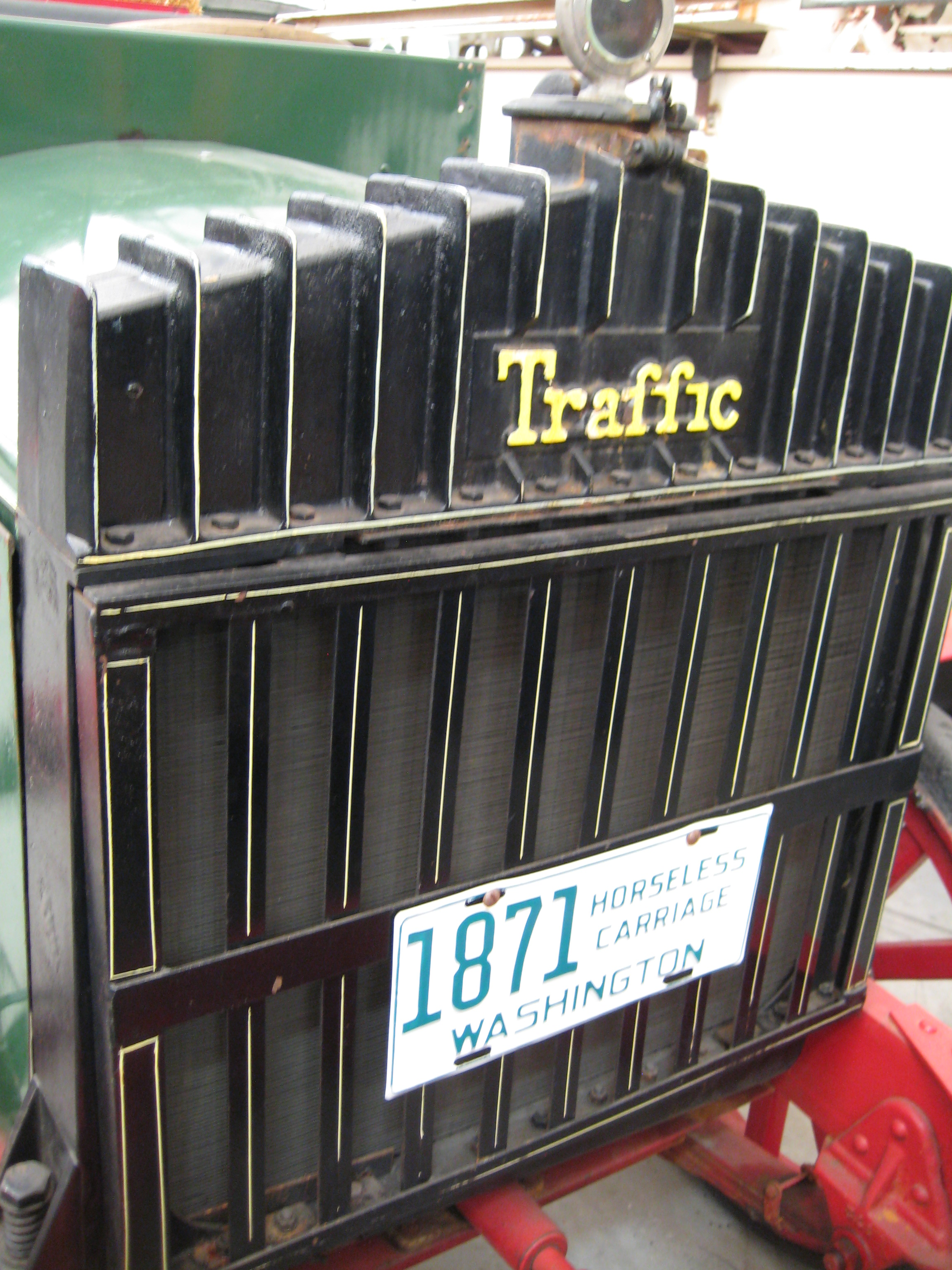
Vu en 2011 à LeMay Open House (en).

## Sources et références
Sources
- (en) Cet article est partiellement ou en totalité issu de l’article de Wikipédia en anglais intitulé « Traffic Motor Truck Corporation » (voir la liste des auteurs).
- (en) Stevens, Walter B. (Walter Barlow) (Deluxe Supplement), Centennial history of Missouri : 1848-1939, Chicago, S.J. Clarke Pub. (en), 1921, 440 p., in-8° (OCLC 2041310, présentation en ligne, lire en ligne), p. 316 à 318. .

Références
1. ↑  (en-US) R.L. Polk & Co, 1918-19 Trow New York Copartnership and Corporation Directory : Boroughs of Manhattan and Bronx, vol. 66, New York, Trow Directory, Printing and Bookbinding Company, 1919, 1288 p., in-4° (présentation en ligne, lire en ligne), p. 1157.
2. 1 2 3  Centennial history of Missouri : Guy Wilson, p. 316.
3. 1 2 3 4 5  (en-US) « Standardized Traffic Trucks », The Motor Truck, Pawtucket, s.l., vol. IX, no 1,‎ mai 1918, p. 192-193 (lire en ligne, consulté le 25 novembre 2020).
4. ↑  (en) George Murphey (Saturday Evening Post), « Publicité de 1919 », sur Flickr, 7 mars 2013 (consulté le 25 novembre 2020).
5. ↑  (en) George Murphey (Saturday Evening Post), « Publicité, (date inconnue) supposée 1920, page 107 », sur Flickr, 7 mars 2013 (consulté le 25 novembre 2020).
6. ↑  (en) George Murphey (Saturday Evening Post), « Publicité, (date inconnue) supposée 1921, page 95 », sur Flickr, 7 mars 2013 (consulté le 25 novembre 2020).
7. ↑  Antoine Pescatore (10 décembre 1920), « Recueil des marques de fabriques et de commerce : Annexe au Mémorial du Grand-Duché de Luxembourg » [PDF], sur Casemates (Gestion du contenu de la législation luxembourgeoise), 7 août 2006 (consulté le 26 novembre 2020), p. 55 sur 59.
8. ↑  (en) Publicité, Saturday Evening Post, 25 octobre 1919, p. 84.
9. ↑  (en) Traffic Truck aide les chemins de fer, Southeast Missourian (en), 21 octobre 1919, p. 2.
10. ↑  (en) Motor Truck in the Monument Business - What Retail Monument Dealers Think of the Efficiency of Motor Transportation for Memorial Work (traduit par : Ce que les marchands de monuments au détail pensent de l'efficacité du transport motorisé pour les travaux commémoratifs), Granite Marble & Bronze, Vol. XXXI, No 1, janvier 1921, p. 32-33.
11. ↑  (en) E R Paston, service des ventes, Traffic Motor Truck Corporation lettre datée du 17 juin 1922 au Rydzy Garage Co, Michigan.
12. ↑  (en-US) Associated Press, « 80 000 000 $ merger of auto companies », sur The New York Times, 2 juillet 1922 (consulté le 25 novembre 2020).